# Боарка
Боарка (рум. Boarca) — село у повіті Бреїла в Румунії. Входить до складу комуни Римнічелу.
Село розташоване на відстані 147 км на північний схід від Бухареста, 35 км на захід від Бреїли, 43 км на захід від Галаца.

## Населення
За даними перепису населення 2002 року у селі проживали 90 осіб, з них 89 осіб (98,9%) румунів. Рідною мовою 89 осіб (98,9%) назвали румунську.